# Micrathyria laevigata
Micrathyria laevigata är en trollsländeart som beskrevs av Philip Powell Calvert 1909. Micrathyria laevigata ingår i släktet Micrathyria och familjen segeltrollsländor. Inga underarter finns listade i Catalogue of Life.